# Birgit Klockars
Birgit Walgerd Klockars, född 1 augusti 1912 i Kronoby, död 10 januari 1996 i Helsingfors, var en finländsk historiker, sångförfattare och översättare. Hon var dotter till Johannes Klockars.
Klockars var missionär för Frälsningsarmén i Kina 1935–1946 och 1948–1950. Hon utgav boken Hur var det i Kina? (1947), diktsamlingen Evigt ögonblick (1948) och romanen Att kunna le (1952), en vardagsskildring från Kina. Hon blev filosofie doktor 1960, var docent i nordisk historia vid Åbo Akademi 1966–1975 samt äldre forskare vid Statens humanistiska kommission 1972–1975. Hon är mest känd för sin forskning om Heliga Birgitta och Birgittaklostret i Nådendal. Inom detta område skrev hon Biskop Hemming av Åbo (1960), Birgitta och böckerna (1966), Birgittas värld (1973) och I Nådens dal (1979). Hon utgav även memoarboken Ett år – ett liv (1984) och postumt utkom boken Ett hem – en värld (2004). Hon var även verksam som lyriker. Hon blev teologie hedersdoktor 1988. År 1952 övergick hon till katolicismen.

## Psalmer
- Vår värld för Gud! (Frälsningsarméns sångbok 1990 nr 870) översatt okänt årtal.